# 鲁比·里奇曼
鲁比·里奇曼（英語：Ruby Richman，1934年9月22日—2021年11月2日），生于安大略省威洛代尔，加拿大前男子篮球运动员。他曾随加拿大国家队参加1964年夏季奥运会男子篮球比赛，结果获得第十四名。